# سیچا
سیچا (به لهستانی: Cicha) یک روستا در لهستان است که در Gmina Ujsoły واقع شده‌است.